# Metten

Metten er en købstad i Landkreis Deggendorf i Regierungsbezirk Niederbayern i den tyske delstat Bayern, med godt 3.300 indbyggere.

## Geografi
Metten ligger i region Donau-Wald.

### Inddeling
I Metten ligger følgende bydele, landsbyer og bebyggelser: Berg, Hochweid, Hochwiese, Hohenstein, Kleinberg, Lehmberg, Metten, Mettenbuch, Oberdachsbühl, Obermettenwald, Paulusberg, Randholz, Riedfeld, Sandgrube, Schalterbach, Untermettenwald, Uttobrunn, Wimpassing og Zeitldorf.

## Historie
Benediktinerklosteret St. Michael i Metten blev grundlagt omkring 766. Byhen hørte til klosteret.

## Pilgrimsrute
Metten er udgangspunkt for den europæiske pilgrimsrute Via Nova, der går til Sankt Wolfgang im Salzkammergut i Østrig, og er forbundet med det europæiske net af vanreveje.

## Personligheder
- Sepp Maier (* 28. februar 1944), fodboldspiller